# Verlustdeckungshaftung
Die Verlustdeckungshaftung bezeichnet im Gesellschaftsrecht die – gesetzlich nicht kodifizierte, allerdings höchstrichterlich anerkannte – Pflicht der Gesellschafter einer Kapitalgesellschaft (d. h. insbesondere einer GmbH oder einer Aktiengesellschaft), im Stadium zwischen Errichtung und Entstehen dieser Gesellschaft für etwaige Ansprüche gegen die währenddessen bestehende sog. Vorgesellschaft einstehen zu müssen.
Diese Haftung besteht grundsätzlich als Innenhaftung, d. h. gehaftet wird unmittelbar nur der Vorgesellschaft gegenüber, nicht aber deren Gläubigern.

Die Gesellschafter der Vorgesellschaft haften für die Verbindlichkeiten dieser Gesellschaft unbeschränkt. Es besteht eine einheitliche Gründerhaftung in Form einer bis zur Eintragung der Gesellschaft andauernden Verlustdeckungshaftung und einer an die Eintragung geknüpften Vorbelastungs- (Unterbilanz-)haftung.
Im Unterschied zur Vorbelastungshaftung haften die Gesellschafter der Vorgesellschaft, wie die Bezeichnung der Verlustdeckungshaftung bereits suggeriert, nur für eingetretene Verluste. Es besteht darüber hinaus nicht die Pflicht, das Stammkapital (bei der GmbH) bzw. das Grundkapital (bei der Aktiengesellschaft) wieder aufzufüllen.
Ausnahmsweise wird eine Außenhaftung gegenüber den Gläubigern der Gesellschaft anerkannt, insbesondere wenn die Gesellschafter die Eintragungsabsicht aufgeben und dennoch den Geschäftsbetrieb fortsetzen, bei Vermögenslosigkeit der Vorgesellschaft, bei nur einem einzigen Gläubiger, oder wenn die Vorgesellschaft aus lediglich einem Gesellschafter besteht.
Mit dem rechtlichen Entstehen der Gesellschaft wandelt sich die Verlustdeckungshaftung in eine Vorbelastungshaftung um.